# Hopman Cup 2018

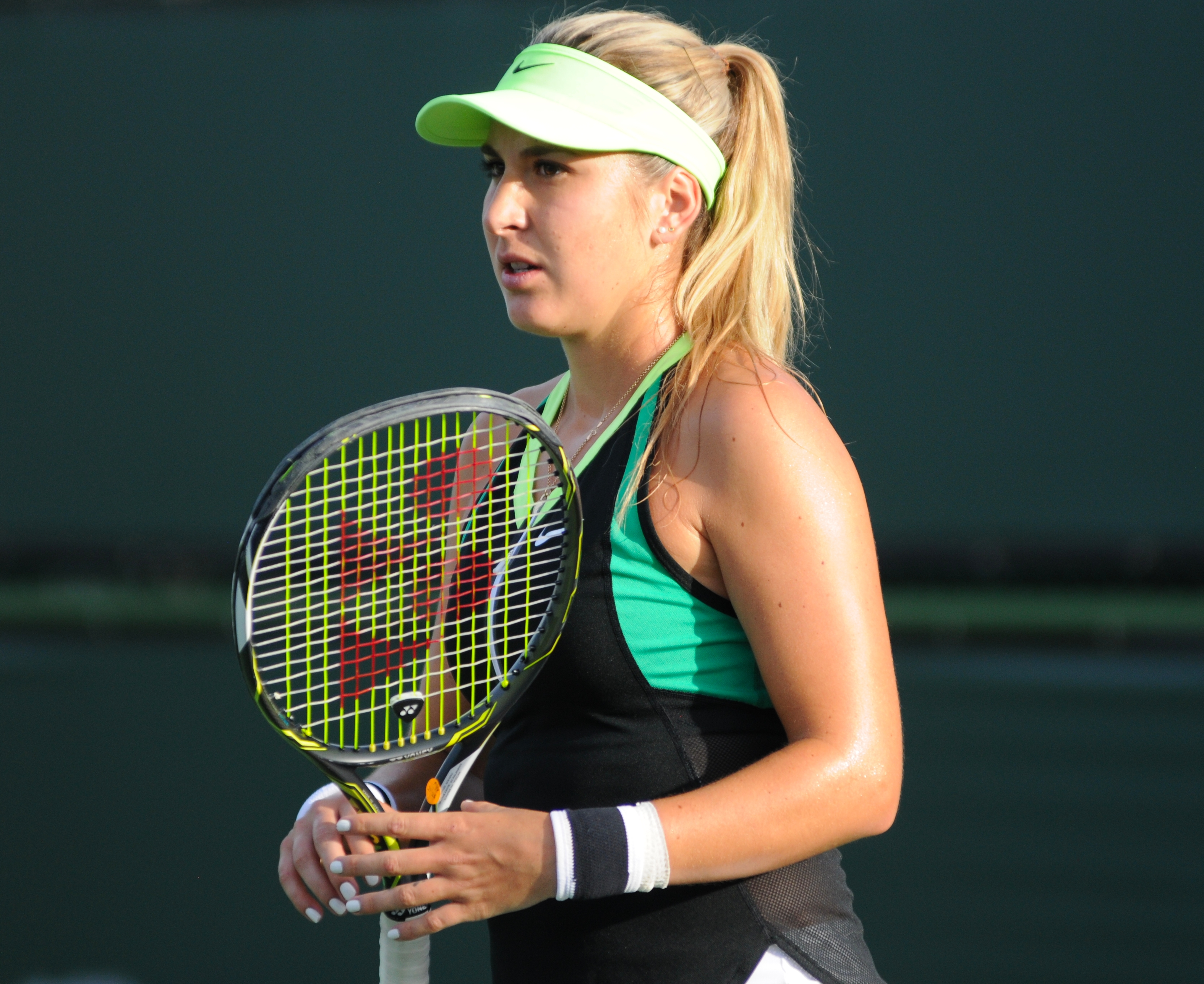
Winnares voor Zwitserland: Belinda Bencic

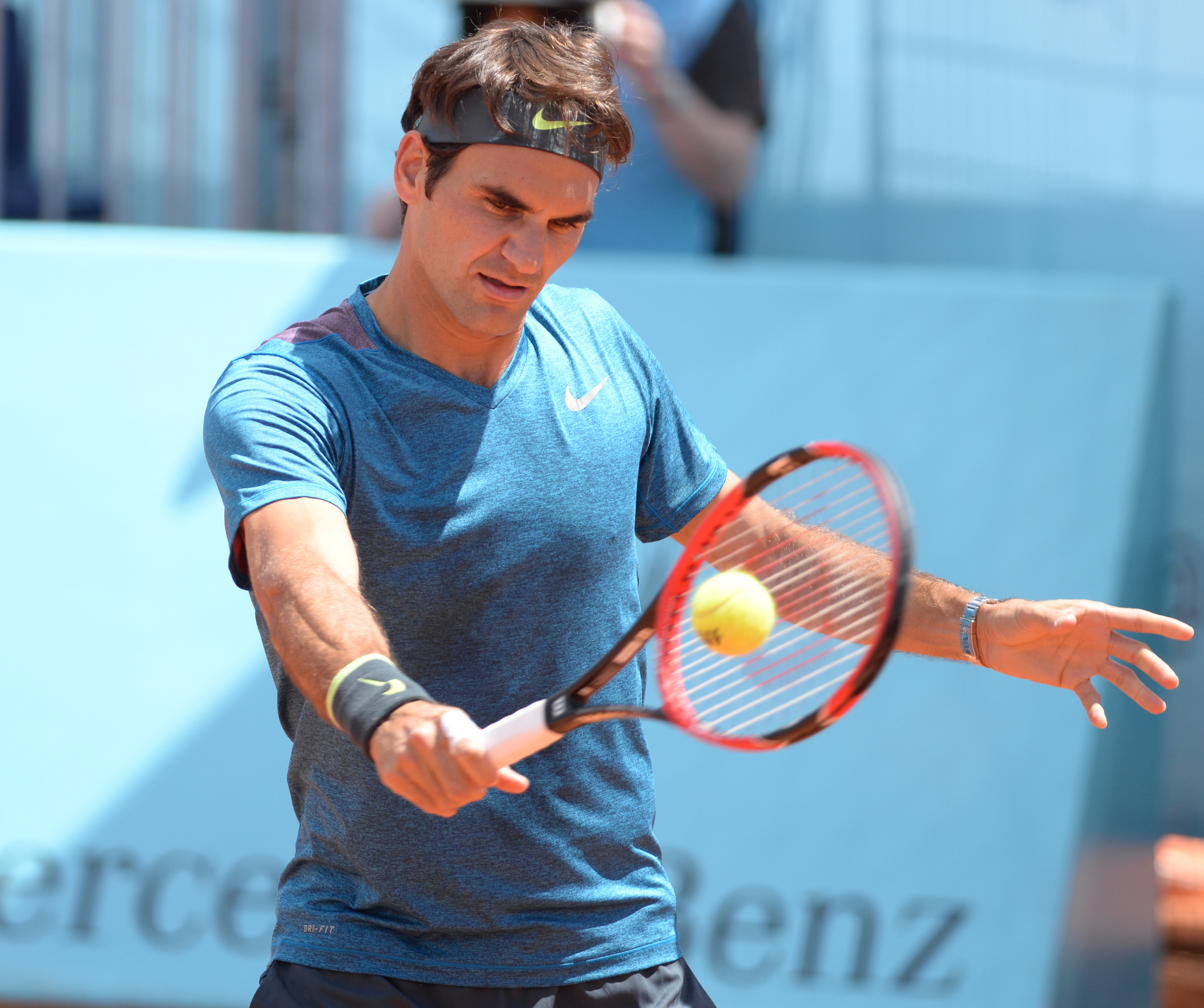
Winnaar voor Zwitserland: Roger Federer

De Hopman Cup 2018 (met de officiële naam Mastercard Hopman Cup) werd gehouden van zaterdag 30 december 2017 tot en met zaterdag 6 januari 2018 op de hardcourtbinnenbanen van de Perth Arena in de Australische stad Perth. Het was de dertigste editie van het tennistoernooi tussen landen.
Titelhouder Frankrijk kwam zijn titel niet verdedigen. De verliezend finalist van vorig jaar, het Amerikaanse team Coco Vandeweghe en Jack Sock, speelde wèl mee, en was als hoogste geplaatst – in hun groep werden zij evenwel voorbijgestreefd door het team uit Zwitserland.
In de eindstrijd won het Zwitserse koppel Belinda Bencic en Roger Federer van de Duitsers Angelique Kerber en Alexander Zverev. Het was de derde titel voor Zwitserland, na eerdere winst in 1992 en 2001.
De Hopman Cup van 2018 trok een tot dan toe recordaantal van 106.424 toeschouwers, dit record zou in 2019 verbroken worden. Bovendien bezochten 5.688 toeschouwers een open training tussen Roger Federer en Thanasi Kokkinakis, voorafgaand aan het toernooi.

## Deelnemers naar ranglijstpositie
| nr. | land             | groep | team                                           | WTA+ATP- rang1 | resultaat  |
| --- | ---------------- | ----- | ---------------------------------------------- | -------------- | ---------- |
| 1.  | Verenigde Staten | B     | Coco Vandeweghe / Jack Sock3                   | 10+8=18        | groepsfase |
| 2.  | Duitsland        | A     | Angelique Kerber / Alexander Zverev            | 21+4=25        | finale     |
| 3.  | België           | A     | Elise Mertens / David Goffin                   | 36+7=43        | groepsfase |
| 4.  | Rusland          | B     | Anastasija Pavljoetsjenkova / Karen Chatsjanov | 15+45=60       | groepsfase |
| 5.  | Zwitserland      | B     | Belinda Bencic / Roger Federer                 | 74+2=76        | winnaars   |
| 6.  | Japan            | B     | Naomi Osaka2 / Yuichi Sugita                   | 68+40=108      | groepsfase |
| 7.  | Canada           | A     | Eugenie Bouchard4 / Vasek Pospisil             | 83+108=191     | groepsfase |
| 8.  | Australië        | A     | Darja Gavrilova / Thanasi Kokkinakis           | 25+209=234     | groepsfase |

1 Ranglijstpositie per 25 december 2017
2 Op de vierde toernooidag (2 januari) werd Osaka, wegens ziekte, vervangen door de Australische Maddison Inglis (WTA-771).
3 Op de vierde toernooidag (2 januari) werd Sock, die tijdens zijn enkelspelpartij had moeten opgeven wegens een heupblessure opgelopen tijdens een val, voor hun laatste rubber (het gemengd dubbelspel) vervangen door Pat Cash.
4 Op de zevende toernooidag (5 januari) werd Bouchard, die tijdens haar enkelspelpartij een rugblessure had opgelopen, voor hun laatste rubber (het gemengd dubbelspel) vervangen door Maddison Inglis.

## Spelregels
In dit toernooi bestaat een landenontmoeting uit drie partijen (rubbers): in het vrouwenenkelspel, mannenenkelspel en gemengd dubbelspel. De enkelspelpartijen worden gespeeld om twee-uit-drie sets. Het gemengd dubbelspel werd gespeeld volgens het Fast four-formaat:
- doorspelen bij een let,
- geen voordeel bij 40-40,
- een set gaat tot 4 games,
- tiebreak bij 3-3 (tot 5 punten).

## Groepsfase

### Groep A

#### Klassement
| pos. | land          | w | v | rubbers | sets |
| ---- | ------------- | - | - | ------- | ---- |
| 1.   | Duitsland (2) | 3 | 0 | 7–2     | 15–5 |
| 2.   | België (3)    | 2 | 1 | 7–2     | 14–6 |
| 3.   | Australië (8) | 1 | 2 | 3–6     | 9–14 |
| 4.   | Canada (7)    | 0 | 3 | 1–8     | 3–16 |

#### Australië – Canada
| Vlag van Australië | Australië 2 | Perth, Australië zondag 31 december 2017, 10:00 hardcourt (i) | Perth, Australië zondag 31 december 2017, 10:00 hardcourt (i) | Perth, Australië zondag 31 december 2017, 10:00 hardcourt (i) | Canada 1 | Vlag van Canada |

|   |                                                                        |                                                                        | 1    | 2   | 3   |  |
| - | ---------------------------------------------------------------------- | ---------------------------------------------------------------------- | ---- | --- | --- |  |
| 1 | Darja Gavrilova Eugenie Bouchard                                       | Darja Gavrilova Eugenie Bouchard                                       | 6 1  | 6 4 |     |  |
| 2 | Thanasi Kokkinakis Vasek Pospisil                                      | Thanasi Kokkinakis Vasek Pospisil                                      | 6 4  | 3 6 | 6 3 |  |
| 3 | Darja Gavrilova / Thanasi Kokkinakis Eugenie Bouchard / Vasek Pospisil | Darja Gavrilova / Thanasi Kokkinakis Eugenie Bouchard / Vasek Pospisil | 31 4 | 34  |     |  |

#### Duitsland – België
| Vlag van Duitsland | Duitsland 2 | Perth, Australië maandag 1 januari 2018, 17:30 hardcourt (i) | Perth, Australië maandag 1 januari 2018, 17:30 hardcourt (i) | Perth, Australië maandag 1 januari 2018, 17:30 hardcourt (i) | België 1 | Vlag van België |

|   |                                                                  |                                                                  | 1   | 2    | 3 |  |
| - | ---------------------------------------------------------------- | ---------------------------------------------------------------- | --- | ---- | - |  |
| 1 | Angelique Kerber Elise Mertens                                   | Angelique Kerber Elise Mertens                                   | 7 6 | 7 61 |   |  |
| 2 | Alexander Zverev David Goffin                                    | Alexander Zverev David Goffin                                    | 3 6 | 3 6  |   |  |
| 3 | Angelique Kerber / Alexander Zverev Elise Mertens / David Goffin | Angelique Kerber / Alexander Zverev Elise Mertens / David Goffin | 4 2 | 4 32 |   |  |

#### Duitsland – Canada
| Vlag van Duitsland | Duitsland 3 | Perth, Australië woensdag 3 januari 2018, 10:00 hardcourt (i) | Perth, Australië woensdag 3 januari 2018, 10:00 hardcourt (i) | Perth, Australië woensdag 3 januari 2018, 10:00 hardcourt (i) | Canada 0 | Vlag van Canada |

|   |                                                                       |                                                                       | 1    | 2    | 3 |  |
| - | --------------------------------------------------------------------- | --------------------------------------------------------------------- | ---- | ---- | - |  |
| 1 | Angelique Kerber Eugenie Bouchard                                     | Angelique Kerber Eugenie Bouchard                                     | 6 1  | 6 3  |   |  |
| 2 | Alexander Zverev Vasek Pospisil                                       | Alexander Zverev Vasek Pospisil                                       | 6 4  | 6 2  |   |  |
| 3 | Angelique Kerber / Alexander Zverev Eugenie Bouchard / Vasek Pospisil | Angelique Kerber / Alexander Zverev Eugenie Bouchard / Vasek Pospisil | 4 32 | 4 32 |   |  |

#### Australië – België
| Vlag van Australië | Australië 0 | Perth, Australië woensdag 3 januari 2018, 17:30 hardcourt (i) | Perth, Australië woensdag 3 januari 2018, 17:30 hardcourt (i) | Perth, Australië woensdag 3 januari 2018, 17:30 hardcourt (i) | België 3 | Vlag van België |

|   |                                                                   |                                                                   | 1   | 2   | 3   |  |
| - | ----------------------------------------------------------------- | ----------------------------------------------------------------- | --- | --- | --- |  |
| 1 | Darja Gavrilova Elise Mertens                                     | Darja Gavrilova Elise Mertens                                     | 6 2 | 4 6 | 2 6 |  |
| 2 | Thanasi Kokkinakis David Goffin                                   | Thanasi Kokkinakis David Goffin                                   | 4 6 | 2 6 |     |  |
| 3 | Darja Gavrilova / Thanasi Kokkinakis Elise Mertens / David Goffin | Darja Gavrilova / Thanasi Kokkinakis Elise Mertens / David Goffin | 3 4 | 4 2 | 1 4 |  |

#### België – Canada
| Vlag van België | België 3 | Perth, Australië vrijdag 5 januari 2018, 10:00 hardcourt (i) | Perth, Australië vrijdag 5 januari 2018, 10:00 hardcourt (i) | Perth, Australië vrijdag 5 januari 2018, 10:00 hardcourt (i) | Canada 0 | Vlag van Canada |

|   |                                                                                          |                                                                                          | 1   | 2    | 3    |                  |
| - | ---------------------------------------------------------------------------------------- | ---------------------------------------------------------------------------------------- | --- | ---- | ---- | ---------------- |
| 1 | Elise Mertens Eugenie Bouchard                                                           | Elise Mertens Eugenie Bouchard                                                           | 6 4 | 6 4  |      |                  |
| 2 | David Goffin Vasek Pospisil                                                              | David Goffin Vasek Pospisil                                                              | 6 2 | 6 4  |      |                  |
| 3 | Elise Mertens / David Goffin Maddison Inglis (verving Eugenie Bouchard) / Vasek Pospisil | Elise Mertens / David Goffin Maddison Inglis (verving Eugenie Bouchard) / Vasek Pospisil | 4 3 | 32 4 | 32 4 | telt als 4-0 4-0 |

#### Duitsland – Australië
| Vlag van Duitsland | Duitsland 2 | Perth, Australië vrijdag 5 januari 2018, 17:30 hardcourt (i) | Perth, Australië vrijdag 5 januari 2018, 17:30 hardcourt (i) | Perth, Australië vrijdag 5 januari 2018, 17:30 hardcourt (i) | Australië 1 | Vlag van Australië |

|   |                                                                          |                                                                          | 1   | 2    | 3   |  |
| - | ------------------------------------------------------------------------ | ------------------------------------------------------------------------ | --- | ---- | --- |  |
| 1 | Angelique Kerber Darja Gavrilova                                         | Angelique Kerber Darja Gavrilova                                         | 6 1 | 6 2  |     |  |
| 2 | Alexander Zverev Thanasi Kokkinakis                                      | Alexander Zverev Thanasi Kokkinakis                                      | 7 5 | 64 7 | 4 6 |  |
| 3 | Angelique Kerber / Alexander Zverev Darja Gavrilova / Thanasi Kokkinakis | Angelique Kerber / Alexander Zverev Darja Gavrilova / Thanasi Kokkinakis | 1 4 | 4 1  | 4 3 |  |

### Groep B

#### Klassement
| pos. | land                 | w | v | rubbers | sets  |
| ---- | -------------------- | - | - | ------- | ----- |
| 1.   | Zwitserland (5)      | 3 | 0 | 9–0     | 18–3  |
| 2.   | Verenigde Staten (1) | 2 | 1 | 4–5     | 9–11  |
| 3.   | Rusland (4)          | 1 | 2 | 3–6     | 10–13 |
| 4.   | Japan (6)            | 0 | 3 | 2–7     | 5–15  |

#### Rusland – Verenigde Staten
| Vlag van Rusland | Rusland 1 | Perth, Australië zaterdag 30 december 2017, 10:00 hardcourt (i) | Perth, Australië zaterdag 30 december 2017, 10:00 hardcourt (i) | Perth, Australië zaterdag 30 december 2017, 10:00 hardcourt (i) | Verenigde Staten 2 | Vlag van Verenigde Staten |

|   |                                                                            |                                                                            | 1   | 2   | 3   |  |
| - | -------------------------------------------------------------------------- | -------------------------------------------------------------------------- | --- | --- | --- |  |
| 1 | Anastasija Pavljoetsjenkova Coco Vandeweghe                                | Anastasija Pavljoetsjenkova Coco Vandeweghe                                | 3 6 | 3 6 |     |  |
| 2 | Karen Chatsjanov Jack Sock                                                 | Karen Chatsjanov Jack Sock                                                 | 4 6 | 6 1 | 3 6 |  |
| 3 | Anastasija Pavljoetsjenkova / Karen Chatsjanov Coco Vandeweghe / Jack Sock | Anastasija Pavljoetsjenkova / Karen Chatsjanov Coco Vandeweghe / Jack Sock | 3 4 | 4 1 | 4 2 |  |

#### Japan – Zwitserland
| Vlag van Japan | Japan 0 | Perth, Australië zaterdag 30 december 2017, 17:30 hardcourt (i) | Perth, Australië zaterdag 30 december 2017, 17:30 hardcourt (i) | Perth, Australië zaterdag 30 december 2017, 17:30 hardcourt (i) | Zwitserland 3 | Vlag van Zwitserland |

|   |                                                            |                                                            | 1   | 2   | 3    |  |
| - | ---------------------------------------------------------- | ---------------------------------------------------------- | --- | --- | ---- |  |
| 1 | Yuichi Sugita Roger Federer                                | Yuichi Sugita Roger Federer                                | 4 6 | 3 6 |      |  |
| 2 | Naomi Osaka Belinda Bencic                                 | Naomi Osaka Belinda Bencic                                 | 5 7 | 3 6 |      |  |
| 3 | Naomi Osaka / Yuichi Sugita Belinda Bencic / Roger Federer | Naomi Osaka / Yuichi Sugita Belinda Bencic / Roger Federer | 4 2 | 1 4 | 31 4 |  |

#### Japan – Verenigde Staten
| Vlag van Japan | Japan 1 | Perth, Australië dinsdag 2 januari 2018, 10:00 hardcourt (i) | Perth, Australië dinsdag 2 januari 2018, 10:00 hardcourt (i) | Perth, Australië dinsdag 2 januari 2018, 10:00 hardcourt (i) | Verenigde Staten 2 | Vlag van Verenigde Staten |

|   | | | 1    | 2    | 3   |                  |
| - | --- | --- | ---- | ---- | --- | ---------------- |
| 1 | Maddison Inglis (verving Naomi Osaka) Coco Vandeweghe                                                | Maddison Inglis (verving Naomi Osaka) Coco Vandeweghe                                                | 5 7  | 2 6  |     | telt als 0-6 0-6 |
| 2 | Yuichi Sugita Jack Sock                                                                              | Yuichi Sugita Jack Sock                                                                              | 7 61 | 1    | r   |                  |
| 3 | Maddison Inglis (verving Naomi Osaka) / Yuichi Sugita Coco Vandeweghe / Pat Cash (verving Jack Sock) | Maddison Inglis (verving Naomi Osaka) / Yuichi Sugita Coco Vandeweghe / Pat Cash (verving Jack Sock) | 0 4  | 4 32 | 4 0 | telt als 0-4 0-4 |

#### Rusland – Zwitserland
| Vlag van Rusland | Rusland 0 | Perth, Australië dinsdag 2 januari 2018, 17:30 hardcourt (i) | Perth, Australië dinsdag 2 januari 2018, 17:30 hardcourt (i) | Perth, Australië dinsdag 2 januari 2018, 17:30 hardcourt (i) | Zwitserland 3 | Vlag van Zwitserland |

|   |                                                                               |                                                                               | 1    | 2    | 3   |  |
| - | ----------------------------------------------------------------------------- | ----------------------------------------------------------------------------- | ---- | ---- | --- |  |
| 1 | Karen Chatsjanov Roger Federer                                                | Karen Chatsjanov Roger Federer                                                | 3 6  | 68 7 |     |  |
| 2 | Anastasija Pavljoetsjenkova Belinda Bencic                                    | Anastasija Pavljoetsjenkova Belinda Bencic                                    | 1 6  | 6 3  | 3 6 |  |
| 3 | Anastasija Pavljoetsjenkova / Karen Chatsjanov Belinda Bencic / Roger Federer | Anastasija Pavljoetsjenkova / Karen Chatsjanov Belinda Bencic / Roger Federer | 31 4 | 4 3  | 1 4 |  |

#### Rusland – Japan
| Vlag van Rusland | Rusland 2 | Perth, Australië donderdag 4 januari 2018, 10:00 hardcourt (i) | Perth, Australië donderdag 4 januari 2018, 10:00 hardcourt (i) | Perth, Australië donderdag 4 januari 2018, 10:00 hardcourt (i) | Japan 1 | Vlag van Japan |

|   |                                                                            |                                                                            | 1   | 2   | 3    |  |
| - | -------------------------------------------------------------------------- | -------------------------------------------------------------------------- | --- | --- | ---- |  |
| 1 | Anastasija Pavljoetsjenkova Naomi Osaka                                    | Anastasija Pavljoetsjenkova Naomi Osaka                                    | 4 6 | 6 3 | 65 7 |  |
| 2 | Karen Chatsjanov Yuichi Sugita                                             | Karen Chatsjanov Yuichi Sugita                                             | 6 4 | 6 2 |      |  |
| 3 | Anastasija Pavljoetsjenkova / Karen Chatsjanov Naomi Osaka / Yuichi Sugita | Anastasija Pavljoetsjenkova / Karen Chatsjanov Naomi Osaka / Yuichi Sugita | 4 1 | 4 0 |      |  |

#### Zwitserland – Verenigde Staten
| Vlag van Zwitserland | Zwitserland 3 | Perth, Australië donderdag 4 januari 2018, 17:30 hardcourt (i) | Perth, Australië donderdag 4 januari 2018, 17:30 hardcourt (i) | Perth, Australië donderdag 4 januari 2018, 17:30 hardcourt (i) | Verenigde Staten 0 | Vlag van Verenigde Staten |

|   |                                                            |                                                            | 1    | 2   | 3 |  |
| - | ---------------------------------------------------------- | ---------------------------------------------------------- | ---- | --- | - |  |
| 1 | Roger Federer Jack Sock                                    | Roger Federer Jack Sock                                    | 7 65 | 7 5 |   |  |
| 2 | Belinda Bencic Coco Vandeweghe                             | Belinda Bencic Coco Vandeweghe                             | 7 6  | 6 4 |   |  |
| 3 | Belinda Bencic / Roger Federer Coco Vandeweghe / Jack Sock | Belinda Bencic / Roger Federer Coco Vandeweghe / Jack Sock | 4 3  | 4 2 |   |  |

## Finale

#### Duitsland – Zwitserland
| Vlag van Duitsland | Duitsland 1 | Perth, Australië 6 januari 2018, 16:00 hardcourt (i) | Perth, Australië 6 januari 2018, 16:00 hardcourt (i) | Perth, Australië 6 januari 2018, 16:00 hardcourt (i) | Zwitserland 2 | Vlag van Zwitserland |

|   |                                                                    |                                                                    | 1    | 2   | 3   |  |
| - | ------------------------------------------------------------------ | ------------------------------------------------------------------ | ---- | --- | --- |  |
| 1 | Alexander Zverev Roger Federer                                     | Alexander Zverev Roger Federer                                     | 7 64 | 0 6 | 2 6 |  |
| 2 | Angelique Kerber Belinda Bencic                                    | Angelique Kerber Belinda Bencic                                    | 6 4  | 6 1 |     |  |
| 3 | Angelique Kerber / Alexander Zverev Belinda Bencic / Roger Federer | Angelique Kerber / Alexander Zverev Belinda Bencic / Roger Federer | 3 4  | 2 4 |     |  |

## Uitzendrechten
De Hopman Cup was in Nederland en België exclusief te zien op Eurosport. Eurosport zond de Hopman Cup uit via de lineaire sportkanalen Eurosport 1 en Eurosport 2 en via de online streamingdienst, de Eurosport Player.